# Алабяно-Балтийский тоннель
Алабя́но-Балти́йский тонне́ль (Балти́йский тонне́ль) — автомобильный тоннель в Москве, соединяющий территории районов Сокол, Аэропорт и Коптево; составная часть развязки на Соколе. Тоннель — транзитом через Балтийскую улицу — соединил улицу Алабяна и Большую Академическую улицу, входит в состав Северо-Западной хорды.
Алабяно-Балтийский тоннель располагается у станции метро «Сокол»; он был построен в рамках проекта «Большая Ленинградка». Общая длина тоннеля составляет 1935 м, длина его закрытой части — 1565 м, а максимальная глубина — 22,5 м. Он имеет по три полосы движения в каждом направлении. Длина бокового выездного тоннеля составляет 848 м, у него две полосы в одном направлении.
Движение по тоннелю со стороны улицы Алабяна в направлении Большой Академической было открыто 6 сентября 2013 года, в обе стороны — 25 декабря 2015 года.  Согласно планам, тоннель разгрузит движение на Ленинградском и Волоколамском шоссе на 20—25 %. Пропускная способность тоннеля составляет от 4800 до 5100 автомобилей в час.

## История

### Предыстория
Согласно генеральному плану 1951 года у развилки Ленинградского и Волоколамского шоссе должна была пройти трасса будущего пятого кольца Москвы. Этот план начал реализовываться: были образованы улицы Алабяна, Балтийская и Большая Академическая, которые должны были стать частью новой кольцевой магистрали. Схема жилищного строительства 1957 года предусматривала, что Балтийскую и Большую Академическую улицы соединит мост над железнодорожными путями. Однако мост так и не был построен, а к идее соединить улицы Алабяна, Балтийскую и Большую Академическую вернулись лишь через 50 лет.

### Строительство

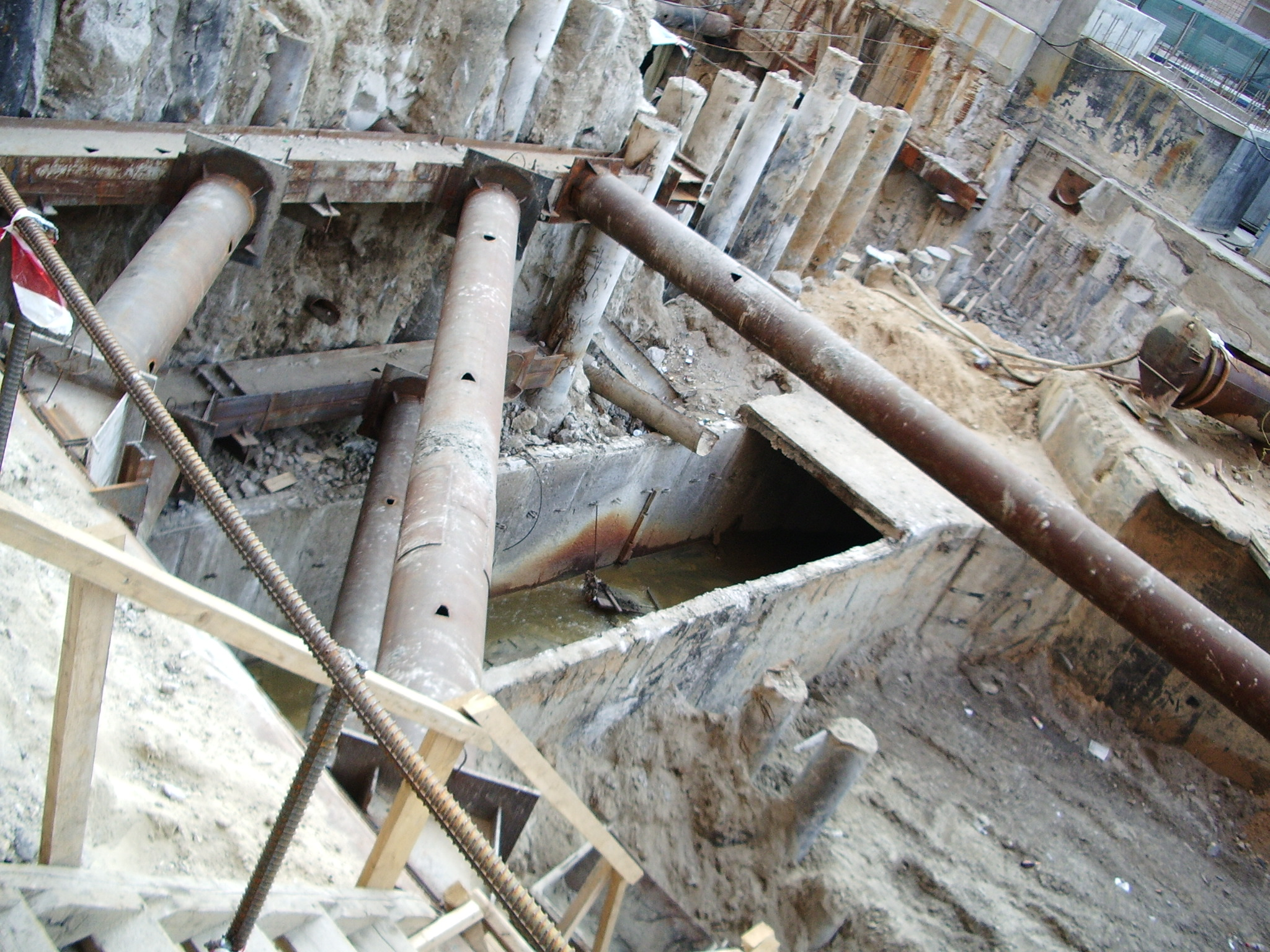
Таракановка в коллекторе над тоннелем

В ходе работы строителям пришлось столкнуться с большим числом трудностей. Тоннель прокладывался под Замоскворецкой линией метро, причём на время строительства движение поездов не прекращалось. Для обеспечения безопасности между тоннелем и линией метро был сделан железобетонный щит весом в несколько тысяч тонн. Для отслеживания деформаций конструкций строителями было установлено 140 датчиков.
Кроме того, существовала опасность подтопления тоннеля из-за того, что он проходит под подземной речкой Таракановкой, русло которой перегружено. Было решено совместить строительство тоннеля с работами по очистке русла Таракановки. Сейчас река заключена в новый бетонный коллектор, что облегчило ход работ.
Ещё один сложный участок тоннеля находится под путями Рижского направления Московской железной дороги. Его строительство осуществлялось в два этапа: отсекалась одна часть железнодорожных путей, находящихся на железнодорожной станции Подмосковная, и ниже их уровня велось строительство тоннеля. Потом пути восстанавливались, и тогда тоннель строился под другой частью железнодорожной ветки. Строительство тоннеля потребовало переноса главного хода Рижского направления на новые ординаты, что можно видеть по ходу движения электропоезда от платф. Красный Балтиец к платф. Ленинградская.
До апреля 2014 года работы осуществляло НПО «Космос». В конце 2009 года на строительстве объекта было задействовано 4700 человек, 40 буровых установок, 29 экскаваторов и более 200 единиц техники. В конце 2011 года на стройплощадке работало 7500 человек, 40 буровых установок, около 30 экскаваторов и более 200 единиц техники. Строительные работы на тоннеле велись круглосуточно.
В апреле 2014 года стало известно, что работы приостановлены, а правительство Москвы ищет нового исполнителя в связи с предбанкротным состоянием генерального подрядчика НПО «Космос». 26 апреля Марат Хуснуллин сообщил, что достраивать тоннель будет «Мосинжпроект». По данным на сентябрь 2014 года, на строительстве тоннеля были заняты 1100 человек.

#### Происшествия
- В начале июля 2009 года участок стройплощадки тоннеля на Балтийской улице был полностью затоплен вместе с техникой из-за сильного ливня[19].
- 25 декабря 2011 года, ночью, произошло падение части стены тоннеля на площади 20 м², под завалами обломков стены и породы оказались четыре человека, один из которых погиб[20].
- 29 мая 2014 года тоннель был затоплен после сильного дождя, предположительно по причине негерметичности конструкции[21].

### Изменение сроков открытия

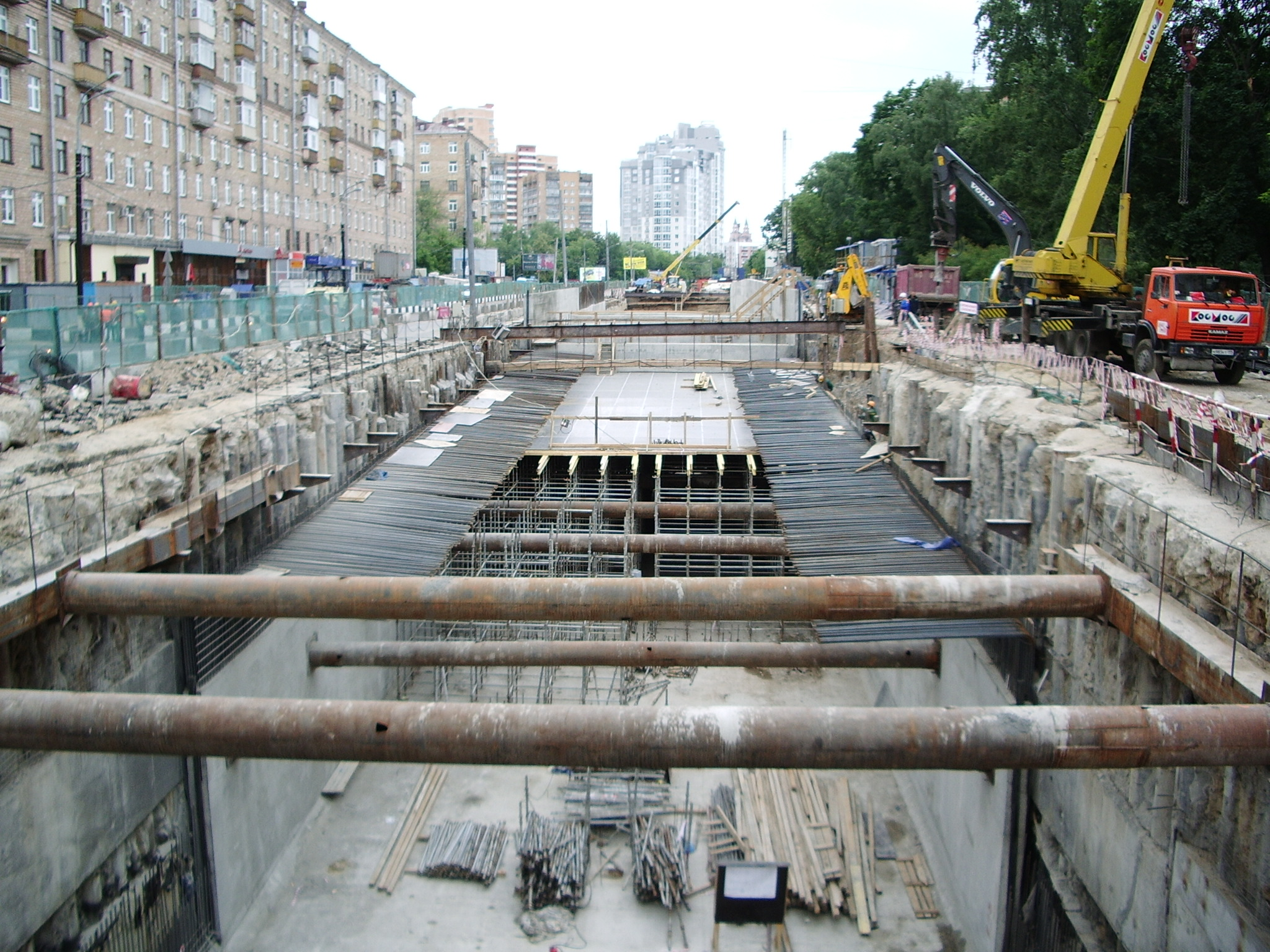
Строительство тоннеля на улице Алабяна. Июль 2009 года.

Реализация проекта «Большая Ленинградка», включавшего строительство тоннеля, началась в 2006 году. Изначально планировалось, что он будет состоять из двух частей: первая — между улицами Алабяна и Балтийской; вторая — между Балтийской и Большой Академической улицами. Осенью 2007 года мэр Москвы Юрий Лужков заявил, что первая часть тоннеля будет открыта в 2009 году. 27 апреля 2009 года руководитель департамента дорожно-мостового и инженерного строительства Москвы Александр Левченко сообщил, что движение на первом участке тоннеля в сторону улицы Алабяна откроют до конца 2009 года, однако позднее эти планы были скорректированы из-за большой сложности работ. Сроки открытия тоннеля были перенесены на 2011 год.
3 сентября 2010 года Юрий Лужков сообщил, что тоннель будет открыт в 2011 году. По его словам, тоннель должен был стать частью будущего Четвёртого транспортного кольца, хотя по первоначальному проекту кольцо должно было идти чуть западнее — вдоль МКЖД.

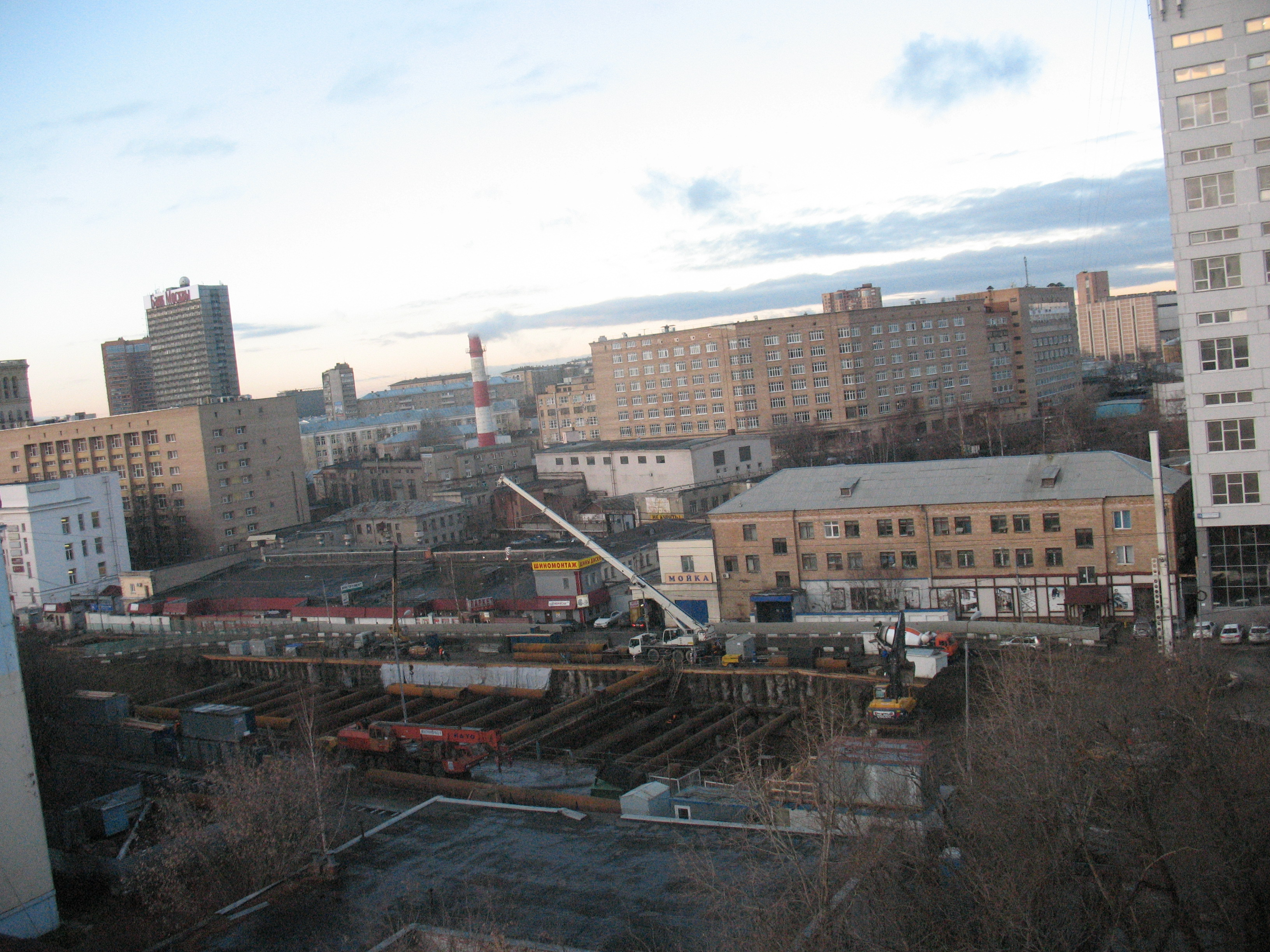
Строительство тоннеля на Балтийской улице. 2011 год.

В марте 2011 года в штабе строительства заявили, что Алабяно-Балтийский тоннель не будет открыт ранее конца 2012 года. Однако в начале апреля 2011 года заместитель мэра Москвы Марат Хуснуллин сказал, что строительство тоннеля планируют полностью закончить в 2011 году.
11 апреля 2011 года стройплощадку тоннеля посетил мэр Москвы Сергей Собянин. В связи с тем, что в начале 2011 года проект строительства Четвёртого транспортного кольца был серьёзно пересмотрен, мэр заявил, что Алабяно-Балтийский тоннель в будущем станет частью новой транспортной магистрали — Северо-Западной хорды. Пространство над тоннелем было предложено использовать для строительства стоянки на 900 машиномест.
8 сентября 2011 года на церемонии открытия Волоколамской эстакады было заявлено, что Алабяно-Балтийский тоннель будет открыт в марте 2012 года. 14 декабря 2011 года Сергей Собянин вновь посетил стройплощадку тоннеля, после чего заявил, что тоннель откроют в мае 2012 года. 9 февраля 2012 года президент НПО «Космос» Андрей Черняков подтвердил, что тоннель будет открыт в мае, а движение в полном объёме начнётся в сентябре. В начале апреля столичные власти сообщили, что хотя тоннель достроят в мае, но для движения его откроют в июне-июле, когда завершится реконструкция первого участка Большой Академической улицы.
10 октября 2012 года префект Северного округа Владимир Силкин на пресс-конференции заявил, что в тестовом режиме 1—2 полосы тоннеля могут быть открыты в конце 2012 года, а в начале 2013 года движение по Алабяно-Балтийскому тоннелю будет открыто в полном объёме. 11 ноября 2012 года руководитель Департамента строительства Москвы Андрей Бочкарёв заявил, что тоннель не будет открыт до тех пор, пока не завершится реконструкция близлежащих улиц Алабяна и Большой Академической.
Согласно заявлению представителя строительной организации, сделанному в январе 2013 года, часть тоннеля предполагалось открыть в мае. В июне в Департаменте строительства Москвы сообщили, что одно из направлений тоннеля будет открыто в середине августа, и там будет организовано реверсивное движение. Полностью тоннель планировали ввести в эксплуатацию до конца 2013 года. В июле 2013 года Марат Хуснуллин заявил, что тоннель будет частично открыт в сентябре, а в 2014 году над тоннелем будет построен механизированный паркинг.

8 октября 2015 г. прошло сообщение:
Движение в обе стороны по Алабяно-Балтийскому тоннелю могут запустить до конца 2015 года
 — и только это обещание было выполнено: 25 декабря 2015 года тоннель был открыт.
В настоящее время территория вокруг объекта начинает благоустраиваться, парковка построена и ожидается к открытию. Вид объекта в реальности частично совпадает с изложенным на плане.

#### Частичное открытие
6 сентября 2013 года было открыто движение по половине тоннеля от улицы Алабяна к Большой Академической. При этом примерно до середины тоннеля движение организовано по правой стороне тоннеля, а затем автомобили переезжают в левую. На церемонии открытия Марат Хуснуллин заявил, что до конца года движение будет открыто в полном объёме и в тоннеле сделают выделенную полосу для общественного транспорта. Сергей Собянин дал распоряжение подрядчикам закончить все работы к ноябрю.
В начале декабря 2013 года Андрей Бочкарёв объявил, что в полном объёме движение по тоннелю будет открыто в январе 2014 года. В начале февраля 2014 года Андрей Бочкарёв сообщил, что движение в обе стороны будет открыто летом 2014 года. По словам Марата Хуснуллина, причина замедления строительства в сложном финансовом состоянии генподрядчика. В мае Андрей Бочкарёв сообщил, что тоннель планируется достроить до конца 2014 года в связи со сменой подрядчика. В декабре 2014 года Марат Хуснуллин сказал, что тоннель будет полностью открыт либо в последние дни 2014, либо в начале января 2015 года.
20 января 2015 года Марат Хуснуллин сообщил, что тоннель полностью достроен, однако он будет открыт только после оформления документов, необходимых для его сдачи в эксплуатацию. По этой причине открытие тоннеля было перенесено на февраль-март. В начале апреля Андрей Бочкарёв сказал, что тоннель будет полностью открыт «через 2-3 месяца». В начале июня в департаменте строительства сообщили, что трёхуровневый паркинг над тоннелем откроется до конца 2015 года.

### Полное открытие
Окончательно тоннель был открыт 25 декабря 2015 года. 25 ноября 2017 года по тоннелю был пущен автобус маршрута Т19 «Крылатское — Метро „Петровско-Разумовская“».
В феврале 2018 года было завершено строительство паркингов над тоннелем. В механизированном паркинге оборудовано 124 парковочных места, а в немеханизированном — 417 мест. Въезд в паркинги открыт со стороны Балтийской улицы. На данный момент паркинги закрыты, и не действуют уже ~2 года.

## Стоимость
Общая стоимость строительства всех объектов развязки на Соколе, исключая гаражные объекты, на декабрь 2011 года составляла 78,15 млрд рублей. Из всей этой суммы примерно 25—30 % приходилось на тоннель. Весной 2013 года был проведен конкурс на очередной этап строительства развязки с первоначальной стоимостью 7 млрд руб. Компания-победитель тендера предложила цену 5 млрд.
В конце 2015 года Марат Хуснуллин заявил, что окончательная стоимость строительства Алабяно-Балтийского тоннеля без учёта других объектов развязки составила 54 млрд рублей. По его словам, это был «самый дорогой долгострой Москвы».
В 2016 году на работы на инженерных коммуникациях, пешеходных переходах, и благоустройство территории было потрачено 600 млн рублей. Ещё 400 млн рублей выделено на благоустройство тоннеля в 2016 году.

### Фотографии
- Тоннель в мае 2009 года
- Тоннель в марте 2010 года
- Вид с пешеходного мостика на Красном Балтийце: строительство там, где раньше были железнодорожные пути. 06/01/11 (недоступная ссылка)
- Фоторепортаж о проходке под линией метро.
- 25-минутный кинофильм от телеканала «Вести» об устройстве и строительстве тоннеля: «Алабяно-Балтийский тоннель: объединяя будущее».